# IGSF2
IGSF2 (англ. Immunoglobulin superfamily, member 2; CD101) — мембранный белок суперсемейства иммуноглобулинов, продукт гена CD101.

## Функции
Белок играет роль ингибитора пролиферации T-лимфоцитов, индуцированной CD3. Ингибирует экспрессию IL2RA на активированных T-лимфоцитов и секрецию интерлейкина 2. Ингибирует тирозинкиназы, необходимые для продукции интерлейкина 2 и клеточной пролиферации. Ингибирует фосфорилирование фосфолипазы C PLCG1 и последующие CD3-индуцированные изменения в уровне внутриклеточного кальция.